# Église Sainte-Gertrude de Gentinnes
Pour les articles homonymes, voir église Sainte-Gertrude.
L'église Sainte-Gertrude, située à Gentinnes, village de la commune belge de Chastre en province du Brabant wallon, est une église de style classique et néo-classique réputée pour les fonts baptismaux romans qu'elle abrite. Elle est dédiée à sainte Gertrude de Nivelles.

## Localisation
L'église se dresse sur une petite place plantée de tilleuls, au numéro 1 de la rue du Pont d'Arcole, à côté de la cure et à environ 300m au nord-est de l'ancien château.

## Historique
L'église abrite des fonts baptismaux romans de la première moitié du XIIe siècle,,.
La tour occidentale, de style classique, affiche le millésime de 1784 dans les écoinçons du portail.
Le reste de l'église a été reconstruit en 1863 en style néo-classique par l'architecte de la province de Brabant Émile Coulon,, qui a également réédifié la cure en 1869.

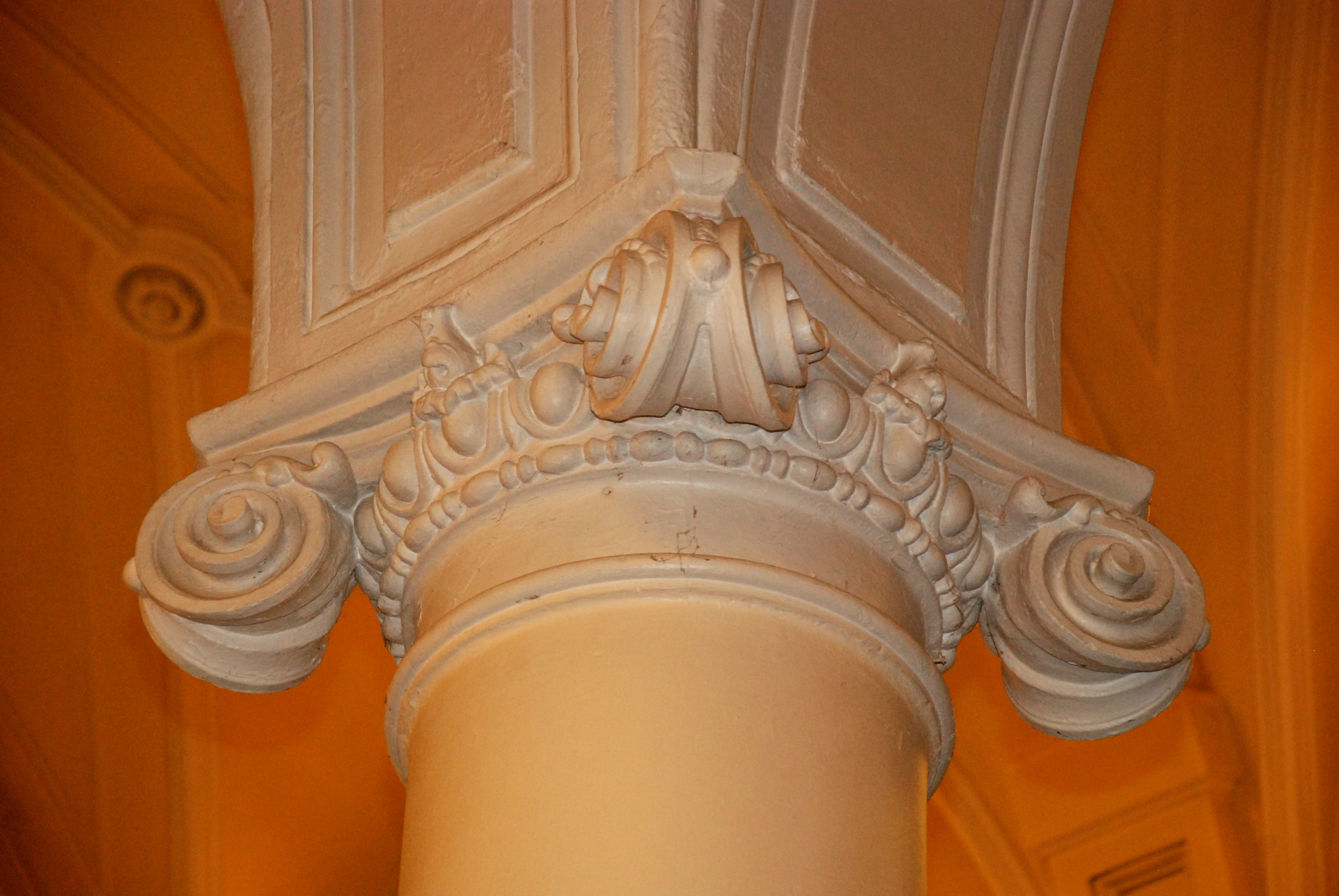
Chapiteau ionique de la nef.

## Architecture

### Architecture extérieure

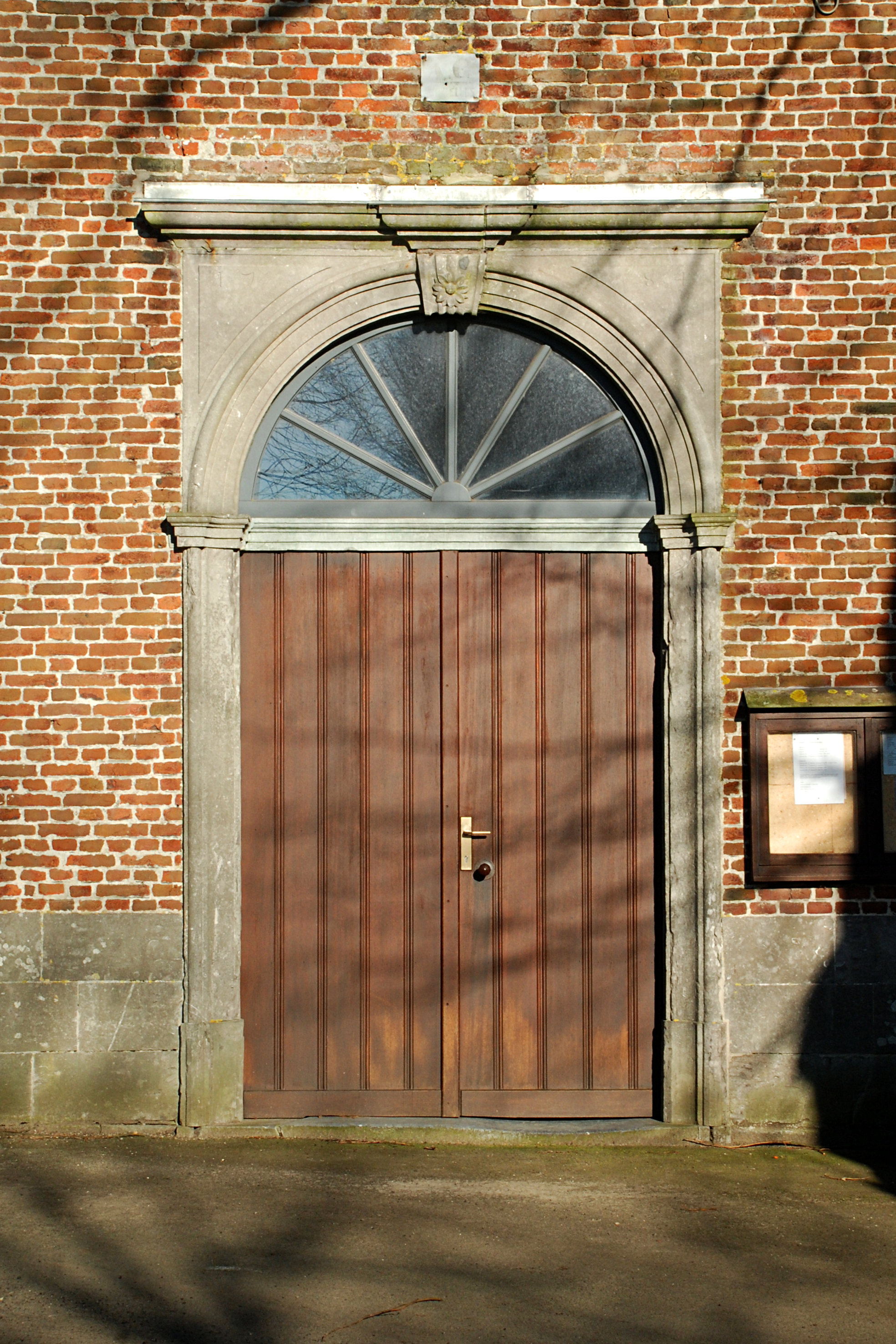
Le portail millésimé 1784.

#### Maçonnerie
L'église, couverte d'ardoises, est édifiée en briques rouges, avec un soubassement de blocs de pierre bleue assemblés en appareil régulier.

#### La tour occidentale
À l'ouest, l'église présente une tour carrée de style classique cantonnée de puissants chaînages d'angle en pierre bleue. Au rez-de-chaussée, la tour est percée d'un portail de style classique aux piédroits moulurés dont les impostes portent un arc en plein cintre dont la clé est orné d'une marguerite. Cet arc mouluré, dont les écoinçons affichent le millésime de 1784, encadre une fenêtre d'imposte au motif rayonnant et est surmonté d'un petit entablement.
Au premier et au second étage, la tour est percée à la verticale du portail d'un oculus en pierre bleue fermé d'un vitrail figurant une fleur géométrique aux pétales alternativement rouges et noirs.
Au troisième et dernier étage, la tour est percée sur chaque face d'une baie campanaire à encadrement de pierre bleue, arc surbaissé et abat-sons.
À son sommet, juste sous la corniche de pierre, la tour est percée sur chaque face de quatre trous de boulin (trous destinés à ancrer les échafaudages) et renforcée par des ancres de façade. La tour est surmontée par un fin clocher recouvert d'ardoises, à base carrée et à flèche octogonale écrasée.
De part et d'autre, la tour est soutenue par des annexes un peu plus basses que les collatéraux qu'elles prolongent. Chacune de ces ailes est percée latéralement d'une fenêtre cintrée aux piédroits harpés et ornée d'une frise de denticules et d'une frise de dents de scie sous la corniche.
|  |  |  |

#### La nef et les collatéraux
Chacun des collatéraux est percé de cinq fenêtres aux piédroits biseautés à triple harpe et à arc surbaissé, surmontées d'une frise de denticules et d'une frise de dents de scie sous la corniche. 
Plus haut, les murs gouttereaux de la nef sont percés de fenêtres similaires à double harpe.

#### Le chevet
À l'est, l'église se termine par un austère chevet plat aux angles légèrement tronqués (ce qui n'en fait pas pour autant un chevet à pans ou chevet polygonal).
Ce chevet est percé de cinq fenêtres cintrées aux piédroits harpés, deux sur chacune de ses faces latérales et une à l'est.

### Architecture intérieure
L'église possède un intérieur composé de trois nefs de cinq travées,. Cet intérieur est peint en jaune pâle, sauf les arcs, nervures, corniches, cartouches et chapiteaux qui sont peints en blanc, les verrières jaunes renforçant encore la teinte dominante de l'ensemble.
La nef est surmontée d'une voûte en berceau supportée par des arcs-doubleaux à caissons qui retombent sur la corniche et sur les tailloirs carrés des chapiteaux de courts pilastres ornant le haut des murs de la nef. Chaque compartiment de la voûte est composé de quatre voûtains délimités par des arêtes de couleur blanche.
La nef est séparée des collatéraux par des arcs cintrés portés par des colonnes au fût lisse, surmontées de chapiteaux ioniques. Elle possède une belle chaire de vérité.
Le chœur, de plan rectangulaire, est aussi haut que la nef. Il se termine par deux hautes colonnes qui supportent un entablement à frise de denticules sur lequel prend appui un arc dont l'archivolte est ornée de caissons.
Le maître-autel blanc et or, d'un goût plus baroque que néo-classique, est couronné d'un pignon à volutes sommé d'un fronton triangulaire et flanqué de pots à feu. Le crucifix qu'il porte trouve un écho dans le vitrail jaune et blanc qui clôt la perspective de l'église. 
|  |  |  |  |

## Mobilier

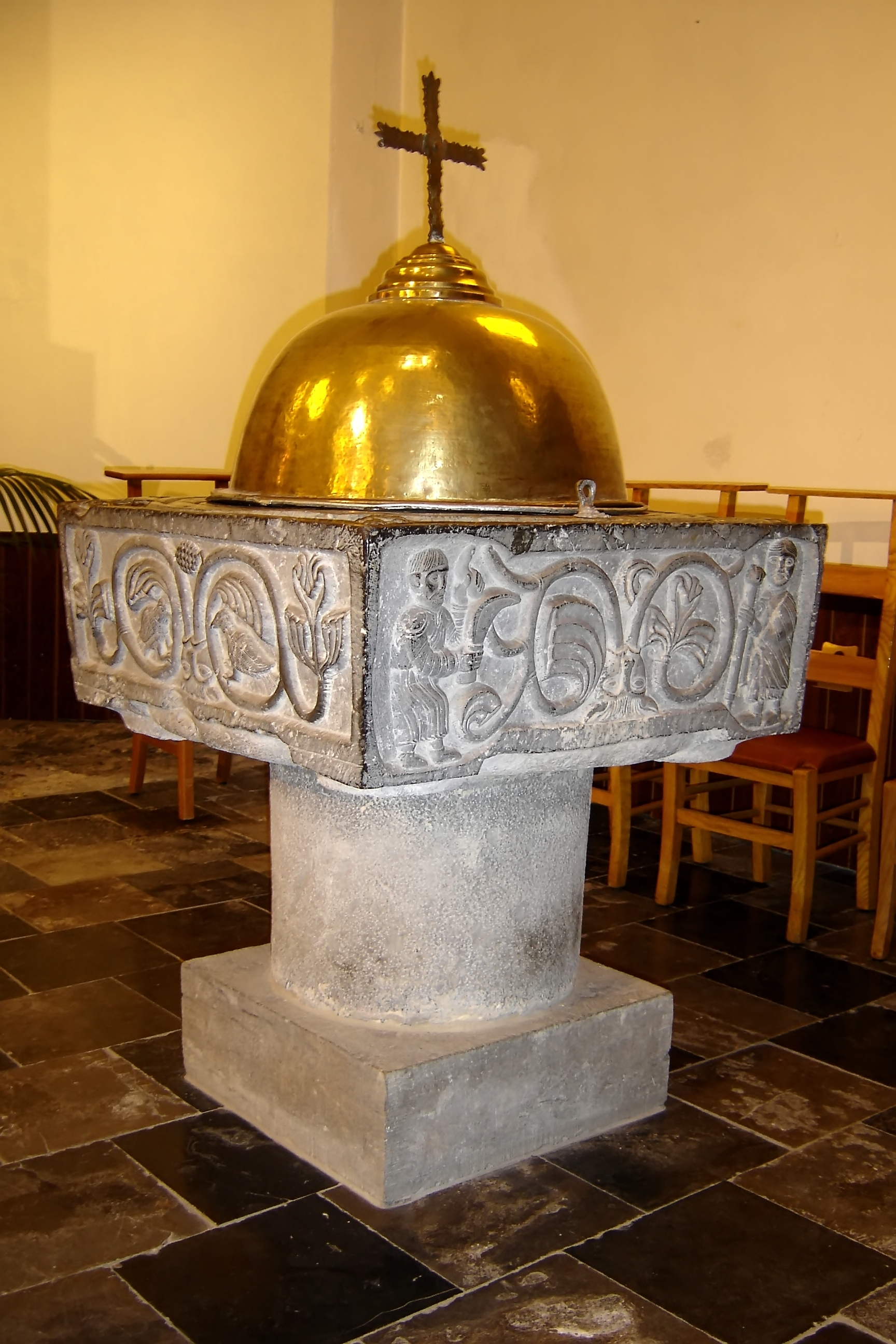
Les fonts baptismaux romans.

Le vrai trésor de l'église Sainte-Gertrude est constitué par ses remarquables fonts baptismaux romans en calcaire de Meuse avec scènes historiées qui datent de la première moitié du XIIe siècle,,.
L'église possède également un banc de communion baroque du début du XVIIIe siècle,, un antiphonaire enluminé de 1623 et un Christ polychrome du XVIIe siècle.